# Arena sobre la piel
Arena sobre la piel era una telenovela argentina producida y dirigida para Río de la Plata Televisión (hoy eltrece) en 1963. Estuvo protagonizada por Beatriz Día Quiroga y Rodolfo Salerno. Además contó con las participaciones de los actores José María Langlais, Graciela Araujo, Josefina Ríos y entre otros.

## Elenco
- Beatriz Día Quiroga - Olga
- Rodolfo Salerno - Rodolfo
- José María Langlais
- Josefina Ríos
- Graciela Araujo
- Julio de Grazia
- Elcira Olivera Garcés
- Atilio Marinelli
- María Luisa Robledo
- Emilio Alfaro
- Franca Boni
- Aldo Barbero
- Rudy Carrié

## Equipo de producción
- Historia: Delia González Márquez
- Dirección: Alberto Moneo